# 巴彦布拉格郭勒
巴彦布拉格郭勒，位于中华人民共和国内蒙古自治区中南部的一条季节性河流，发源于乌兰察布市商都县卯都乡三面井民主村南山顶，蜿蜒向北流经三面井民主村、卯都房村、锡林郭勒盟镶黄旗宝格达音高勒苏木额很乌苏嘎查、宝格达音高勒嘎查、宝日达布苏嘎查、浩尼钦哈夏图嘎查、苏尼特右旗赛罕乌力吉苏木额很乌苏嘎查楚仑浩饶、哈登乌苏等地，最后注入苏尼特右旗与镶黄旗交界处的乌兰淖日。河长87.1千米，流域面积1616.1平方千米，河道平均比降为3.69‰。巴彦布拉格郭勒平时无水，汛期有洪水时有水汇入乌兰淖日。
在2020年商都县人民政府发布关于河湖管理范围划定成果的公告中，巴彦布拉格郭勒在商都县境内河段管理范围边界线左岸长度为10.52千米，右岸长度为10.01千米。在2021年的河湖管理范围的公告中，巴彦布拉格在商都县境内河道长度13.55米，左岸划界长度12.22千米，右岸划界长度12.18千米。
在2021年镶黄旗人民政府关于划定主要河道管理范围的公告中，巴彦布拉格郭勒在镶黄旗境内左岸河道长度43.09千米，右岸河道长度42.26千米，左岸和右岸划界长度41.24千米。